# Liste der Ständigen Vertreter Brasiliens beim Mercosur
Die Vertretung der brasilianischen Regierung bei der Associação Latino-Americana de Integração (Aladi) befindet sich in der sechsten Etage des Torre Independencia in Montevideo.
| Ernannt       | Name                         | Bemerkungen | Mensagem Senado Federal | im Senat des Nationalkongress (Brasilien) vorgestellt am | ernannt von               | Posten verlassen |
| ------------- | ---------------------------- | ----------- | ----------------------- | -------------------------------------------------------- | ------------------------- | ---------------- |
| 28. Juni 1988 | Rubens Antônio Barbosa       |             | MSF 108/1988            |                                                          | José Sarney               |                  |
| 3. Okt. 1991  | Jerônimo Moscardo            |             | MSF 249 de 1991         |                                                          | Fernando Collor de Mello  |                  |
| 15. Sep. 1993 | Paulo Nogueira Batista       | [ 1 ]       | MSF 275 de 1993         | 2. Sep. 1993                                             | Itamar Franco             |                  |
| 28. März 1995 | José Artur Denot Medeiros    | [ 2 ]       | MSF 9 de 1995           | 17. März 1995                                            | Fernando Henrique Cardoso |                  |
| 21. Dez. 2001 | Bernardo Pericás Neto        | [ 3 ]       | MSF 256 de 2001         | 12. Dez. 2001                                            | Fernando Henrique Cardoso |                  |
| 17. Okt. 2013 | Maria da Graça Nunes Carrion | [ 4 ]       | MSF 67 de 2013          | 2. Okt. 2013                                             | Dilma Rousseff            |                  |